# Joachim Jahns
Joachim Jahns (geboren 1955 in Querfurt) ist ein deutscher Verleger und Schriftsteller.

## Leben
Joachim Jahns arbeitete als Pädagoge. Er gründete nach der politischen Wende in Deutschland im September 1990 den Dingsda-Verlag in Querfurt. Jahns gibt in dem Verlag vor allem regionalgeschichtliche Bücher und Schriften heraus. Weiterhin einzelne literarische Neuerscheinungen und Streitschriften sowie Neuausgaben älterer, gemeinfreier Werke.
Jahns schreibt biografische Bücher zur jüngeren Zeitgeschichte, so forschte er zur Biografie von Erwin Strittmatter, von Sarah Kirsch und von Reinhard Heydrich. 2007 recherchierte Jahns zur Geschichte des Warschauer Ghettos, als der bei ihm verlegten Autobiografie „Ein ganz gewöhnliches Leben“ von Lisl Urban ein gerichtliches Verbot drohte und ein Schadensersatzanspruch wegen verletzter Persönlichkeitsrechte des in dem Buch unter einem Aliasnamen genannten deutschen Polizeioffiziers Erich Steidtmann, der zu dem Zeitpunkt noch lebte. Heraus kamen aus Sicht von Jahns neue Erkenntnisse zur Rolle des SS-Hauptsturmführers Franz Konrad („Ghettokönig“) bei der Judenvernichtung in Warschau.

## Schriften (Auswahl)
- Große Querfurter und mit Querfurt verbundene Persönlichkeiten. Querfurt: Dingsda-Verlag, 1990 ISBN 3-928498-00-2
- Der Warschauer Ghettokönig. Leipzig: Dingsda-Verlag Querfurt, 2009 ISBN 978-3-928498-99-9
- Erwin Strittmatter und der böse Krieg. Biografische Nachträge. Leipzig: Dingsda-Verlag Querfurt, 2011 ISBN 978-3-928498-88-3
- Erwin Strittmatter und die SS, Günter Grass und die Waffen-SS. Leipzig: Dingsda-Verlag Querfurt, 2012 ISBN 978-3-928498-98-2
- Die Kirschs. Oder die Sicht der Dinge. Leipzig: Dingsda-Verlag Querfurt, 2016
- Anmerkungen zu Reinhard Heydrich : „Mein lieber Kamerad Heydrich“. Leipzig: Dingsda-Verlag Querfurt, 2021